# 上浦站
上浦站（日语：／ Kamiura eki */?）是位於福岡縣朝倉市上浦，屬於西日本鐵道（西鐵）的甘木線車站。車站編號為A03。

## 歷史
- 1921年（大正10年）12月8日 - 三井電氣軌道（日语：三井電気軌道）車站啟用。
- 1924年（大正13年）6月30日 - 與九州鐵道（日语：九州鉄道 (2代)）合併，成為九州鐵道三井線車站。
- 1942年（昭和17年）
  - 9月19日 - 與九州電氣軌道（日语：九州電気軌道）合併，成為九州電氣軌道車站。
  - 9月22日 - 九州電氣軌道改名為西日本鐵道。
- 1989年（平成元年）10月1日 - 成為無人車站。
- 2008年（平成20年）5月18日 - 此站開始可以使用IC卡nimoca，此站加設IC卡簡易閘機。
- 2014年（平成26年）3月22日 - 成為無人車站[1]。
- 2017年（平成29年）2月1日 - 此站引入車站編號[2]。
- 2021年（令和3年）4月1日 - 隨著引入中央控制行車[3][4]。

## 車站構造
本站是地面車站，設有1面1線的單式月台。此站是無人車站。

### 月台
| 月台 | 路線    | 上下行 | 方向                       | 備註 |
| ---- | ------- | ------ | -------------------------- | ---- |
| 1    | ■甘木線 | 下行   | 甘木方向                   |      |
| 1    | ■甘木線 | 上行   | 宮之陣、久留米、大牟田方向 |      |

## 使用狀況
在2019年度，1日平均上下車人次為102人。在甘木線以至西鐵所有車站中，為最少人使用。
以下為各年度1日平均使用人次列表：
| 年度               | 1日平均 乘車人次 | 1日平均 上下車人次 |
| ------------------ | ---------------- | ------------------ |
| 2011年（平成23年） |                  | 144                |
| 2012年（平成24年） |                  | 159                |
| 2013年（平成25年） |                  | 153                |
| 2014年（平成26年） |                  | 150                |
| 2015年（平成27年） |                  | 122                |
| 2016年（平成28年） |                  | 117                |
| 2017年（平成29年） |                  | 110                |
| 2018年（平成30年） |                  | 106                |
| 2019年（令和元年） |                  | 102                |

## 車站周邊
車站周邊設有廣闊的農田。
- 大分自動車道
- 甘木雙葉幼稚園
- 國道322號（日语：国道322号）

## 相鄰車站
西日本鐵道
■甘木線
本鄉（A04）－上浦（A03）－馬田（A02）

## 注腳
1. ↑  原敬一. . 鐵道畫刊 (電気車研究會). 2014年6月, (890): 104 （日语）.
2. ↑   (PDF). 西日本鐵道. 2017-01-24  [2017年3月20日]. （原始内容 (PDF)存档于2020-07-28） （日语）.
3. ↑   (PDF) (新闻稿). 西日本鉄道広報部. 2021-03-19  [2021-03-19]. （原始内容 (PDF)存档于2021-03-19） （日语）.
4. ↑   (PDF) (新闻稿). 西日本鉄道広報部. 2020-08-28  [2020-08-28]. （原始内容 (PDF)存档于2020-08-28） （日语）.
5. 1 2  . 西日本鉄道株式会社.   [2021-01-14]. （原始内容存档于2021-01-29） （日语）.

## 外部連結
- 上浦站（西鐵沿線web） （页面存档备份，存于）（日語）